# 아이스테이션 T43
아이스테이션 T43(i-STATION T43)은 아이스테이션이 2006년 7월 10일에 출시한 포터블 미디어 플레이어이다.
MIPS CPU를 탑재하였고 리눅스를 OS로 사용한다. T43의 하위버전인 V43과는 달리 OS는 리눅스로 고정되어 있다. (V43의 경우 자체 펌웨어와 리눅스중 선택할 수 있다.) PMP고유의 기능 이외에 부가적으로 USB포트1개와 적외선 통신을 지원하며 CPU가 네트워크를 지원하고 USB포트를 지원한다는 점을 이용해 무선인터넷을 사용할 수 있도록 랜카드가 출시되기도 했다. 하지만 실질적으로 느리고 국내의 인터넷 환경상 제약이 따른다. 또한 이외에도 리눅스OS를 사용하는 관계로 부가적으로는 게임과 오피스프로그램 등을 지원한다. 실질적으로 사용할 수 있는 프로그램은 꽤 많은 편이다.
2008년 9월 디지탈 큐브에서는 원래의 T43에서 dmb기능을 제외하고 사전부를 보강한 T43 dic 2 제품을 발매하였다. 하드웨어스펙상 다른부분은 기존 T43과 동일하지만 사전부가 강화되었다. (일부에서는 T43 dic2부터 에듀마인드 프로그램이 탑재되어 있는 것으로 오해되기도 하지만 실제 에듀마인드는 T43 dic에서부터 탑재되었다.)

## 제품 정보
T43의 제품정보는 아래와 같다
- 규격  크기 133(W) x 79(H) x 24.3(D) mm
- 중량 340g (배터리포함)
- 용량 HDD 20GB/30GB/60GB
- 디스플레이(LCD) 4.3인치 TFT LCD (480x272) (1600만컬러)
- 인터페이스 USB 2.0

OS
- 종류 큐토피아 리눅스 / Kernel 2.6.x
- CPU / RAM RMI Alchemy Au1200 500Mhz

전원
- 배터리형식 착탈실 리튬폴리머 4000mAh
- 재생시간 동영상: 6시간, 오디오: 8시간

비디오
- 영상 코덱 MPEG1/2/4, Divx, Xvid (720x480, 최대30프레임), WMV7/8(480x272 ,최대24프레임), WMV9(720x480 ,최대30프레임)
- TV출력 Composite, S-Video, Component

오디오
- 오디오 코덱 MP3, WMA, OGG, WAV, FLAC, MSADPCM, AC3, DTS
- 음장/EQ 7가지 EQ
- 내장스피커 스테레오
- 음성녹음 MS-ADPCM

전자사전
- 영어사전 YBM Sisa 올인올 영한/한영, Chambers 영영사전
- 회화 일본어회화, 중국어회화
- 한중일사전 YBM Sisa 대한민국 나라말 사전, 일한사전, 한일사전, 중한사전, 한중사전
- 기타 단어장

부가기능 DMB 지상파 DMB (외장형)
- 이미지뷰어 JPEG, BMP, GIF, PNG
- 뷰어 텍스트뷰어, 코믹뷰어, 오피스뷰어
- PIMS(전자수첩) 계산기, 노트, 달력, 세계시간, 연락처, 투데이, 기타 리눅스애플리케이션

내비게이션 Curro

## 세부 모델
세부 모델과 각 모델별 차이는 아래와 같다.
| 모델명       | 기능       | 용량             | 색상                           |
| ------------ | ---------- | ---------------- | ------------------------------ |
| T43 Lite     |            | 30GB             | 와인블랙                       |
| T43 DIC      | 전자사전   | 30GB, 40GB, 60GB | 와인블랙, 펄화이트             |
| T43 DIC Plus | 전자사전   | 30GB, 60GB       | 와인블랙, 펄화이트             |
| T43 Standard | 지상파 DMB | 20GB, 30GB, 60GB | 와인블랙, 티탄그레이, 펄화이트 |
| T43 Navi     | 내비게이션 | 20GB, 30GB, 60GB | 와인블랙, 티탄그레이, 펄화이트 |

## 논란

### 지도 업데이트 논란
아이스테이션 i2에 탑재된 내비게이션은 나브텍이 지도를 공급하여 데이터가 업데이트되어 왔지만, 2008년 말부터 나브텍이 지도 공급을 중단하였다. 이로 인해 장기간 소비자와 제조사간 분쟁이 있었고, 한 소비자는 지도가 업데이트가 되지 않아 길을 헤맸다는 이유로 정신적 및 금전적 피해에 대해 74만2천원을 보상하라고 민사소송을 제기했지만 패소했다. 그 후 계속된 분쟁 끝에 한국소비자원은 소비자분쟁조정위원회를 통해 집단분쟁조정 절차를 개시하기로 결정하였다. 아이스테이션은 나브텍이 더 이상 업데이트를 제공하지 않기 때문에 어쩔 수 없는 부분이 있다며 보상을 해주도록 노력하겠다고 하였다.